# Ernst Hans Eberhard
Pour les articles homonymes, voir Eberhard.
Ernst Hans Eberhard, également Ernst Eberhard (né le 25 octobre 1866 à Groß Lukow et mort le 18 décembre 1945 à Osterode am Harz) est un historien étudiant allemand.

## Biographie
Ernst Hans Eberhard est le fils du théologien protestant et pasteur de Groß Lukow, (Friedrich Johann Ludwig) Ambrosius Eberhard (1802-1878), en deuxième mariage avec la fille du pasteur Maria (Luise Albertine Dorothea), née Huth (1842-1917). Cinq demi-frères et sœurs issus du premier mariage de leur père sont jusqu'à 36 ans plus âgés que lui.
Eberhard passe son enfance et sa jeunesse à Groß Lukow près de Penzlin et, après la retraite de son père (1874), à Ludwigslust dans le Mecklembourg-Occidental. Il étudie au lycée de Ludwigslust et au lycée Frédéric de Schwerin (de), passe son Abitur à Pâques 1886 et étudie d' abord la philosophie à l'Université de Rostock. Il devient actif dans le club de gymnastique académique Baltia. Il passe ensuite à l'Université de Marbourg, où il fait partie de l'ATV Philippina, puis à l'Université Frédéric-Guillaume de Berlin, où il devient membre de l'ATV Borussia. En 1889, il doît abandonner ses études. Il trouve un emploi auprès de l'autorité judiciaire de Hambourg (de) qui lui permet de gagner sa vie. Étroitement lié par l'esprit aux universités, il consacre tout son temps libre à l'histoire des associations étudiantes et à l'histoire étudiante. Lorsque l'Université de Hambourg est fondée, il prend contact avec la Landsmannschaft Hammonia, d'abord en tant que passager et plus tard en tant qu'ancien. En 1890, il épouse Auguste Mußmann, avec qui il a deux filles et un fils. En 1914, il épouse Henny Witthöft, avec qui il a deux filles et trois fils. Bombardé à Hambourg-Barmbek par l'opération Gomorrhe, il perd tous ses biens et de nombreux dossiers. Il trouve refuge chez sa sœur à Ludwigslust. Déjà contraint de se déplacer en fauteuil roulant, il est mort dans le camp de réfugiés d'Osterode. Il est enterré au cimetière d'Ohlsdorf.
Pendant des décennies, il travaille sur des associations d'étudiants pour le Deutscher Universitäts-Kalender fondé par Ferdinand Ascherson (de) et pour le Deutschen Hochschulkalender publié par Richard Fick (de). Il écrit les essais sur les autres associations corporatives pour les éditions d'avant-guerre du Handbuch des Deutschen Corpsstudenten. Dans Aura academica – ein Jahrbuch für junge und alte Burschen (2 années), il relate en détail l'émergence et du développement des corporations étudiantes. Il écrit une vaste série sur les Studien zur Farbensymbolik dans l'Academische Monatshefte. Pour la publication commémorative marquant le 100e anniversaire du Corps Rhenania Freiburg (de), il écrit l'introduction à la formation du Corps. Ses essais sur des questions individuelles relatives à l'histoire du Kösener Senioren-Convents-Verband et d'autres associations corporatives sont innombrables,.

## Éditions
- Handbuch der akademischen Vereinigungen an den deutschen Universitäten : [die akademischen Vereinigungen an den Universitäten des Deutschen Reiches, sowie an der Kaiser-Wilhelms-Akademie, der Technischen, der Tierärztlichen und der Landwirtschaftlichen Hochschule, der Militär-Veterinär-Akademie und der Bergakademie zu Berlin, an der Technischen und Tierärztl. Hochschule in München, der Forstlichen Hochschule Aschaffenburg und der Akademie für Landwirtschaft und Brauerei Weihenstephan]. Scheffler, Leipzig 1904. (pdf)
- Handbuch des studentischen Verbindungswesens an den Hochschulen des deutschen Sprachgebietes. Sachsenwald-Verlag, Leipzig 1925.